# Campeonato Gaúcho de Futebol de 2020 - Série A
O Campeonato Gaúcho de Futebol de 2020 - Série A, oficialmente denominado Gauchão Ipiranga 2020, foi a 100ª edição da competição organizada anualmente pela Federação Gaúcha de Futebol. Devido à recente pandemia de COVID-19, após reunião em 16 de março, a Federação Gaúcha de Futebol suspendeu o campeonato por 15 dias. Depois este prazo suspendeu o campeonato até o julho. O Campeonato retornou em meados de julho, apenas para definir o campeão. Por decisão dos clubes envolvidos, a edição de 2020 não teve rebaixamento.

## Formato de disputa
Pela primeira vez desde a edição de 2013, o Campeonato Gaúcho voltará a ser disputado no formato de dois turnos (Taça Coronel Evaldo Poeta e Taça Francisco Novelletto). No primeiro turno, as equipes, divididas em dois grupos, enfrentam-se dentro das chaves em jogos de ida. Os dois melhores colocados de cada chave avançam para a semifinal e os vencedores para a final do turno, onde as semi são disputadas em jogo único, e a final disputada em jogos de ida e volta. Já no segundo turno, as equipes dos grupos A e B enfrentam-se entre si em jogos de ida. Os dois melhores colocados de cada chave avançam para a semifinal e os vencedores para a final do turno, onde as semi são disputadas em jogo único, e a final disputada em jogos de ida e volta.
Os campeões de cada turno enfrentar-se-ão na grande final em jogos de ida e volta para definir o grande campeão do Campeonato Gaúcho de 2020. Caso a mesma equipe vença os dois turnos, será automaticamente declarada campeã do campeonato.
Ao final do campeonato, a equipe melhor colocada, excetuando-se dupla Grenal e que não tenha disputado a final, será declarada campeã do interior. As três equipes melhores colocadas na classificação geral vão se classificar para a Copa do Brasil de Futebol de 2021, porém, caso estas equipes já tenham conquistado a vaga por outro método, a vaga será repassada a equipe subsequente. Também será disponibilizada uma vaga para o Campeonato Brasileiro de Futebol de 2021 - Série D, que será distribuída para o melhor colocado que já não esteja classificado para alguma divisão do Campeonato Brasileiro de Futebol.

## Participantes
| Equipe                                         | Cidade          | Estádio               | Capacidade | Em 2019       | Títulos (Último) |
| ---------------------------------------------- | --------------- | --------------------- | ---------- | ------------- | ---------------- |
| Clube Esportivo Aimoré                         | São Leopoldo    | Cristo-Rei            | 10 000     | 7º            | 0 (não possui)   |
| Grêmio Esportivo Brasil                        | Pelotas         | Bento Freitas         | 10 500     | 10°           | 1 (1919)         |
| Sociedade Esportiva e Recreativa Caxias do Sul | Caxias do Sul   | Centenário            | 22 132     | 3º            | 1 (2000)         |
| Clube Esportivo Bento Gonçalves                | Bento Gonçalves | Montanha dos Vinhedos | 12 859     | 2º (Série A2) | 0 (não possui)   |
| Grêmio Foot-Ball Porto Alegrense               | Porto Alegre    | Arena do Grêmio       | 55 662     | 1º            | 38 (2019)        |
| Sport Club Internacional                       | Porto Alegre    | Beira-Rio             | 50 128     | 2º            | 45 (2016)        |
| Esporte Clube Juventude                        | Caxias do Sul   | Alfredo Jaconi        | 19 924     | 8º            | 1 (1998)         |
| Esporte Clube Novo Hamburgo                    | Novo Hamburgo   | Vale                  | 5 196      | 5º            | 1 (2017)         |
| Esporte Clube Pelotas                          | Pelotas         | Boca do Lobo          | 15 478     | 9º            | 1 (1930)         |
| Esporte Clube São Luiz                         | Ijuí            | 19 de Outubro         | 5 217      | 4º            | 0 (não possui)   |
| Esporte Clube São José                         | Porto Alegre    | Passo D'Areia         | 10 646     | 6º            | 0 (não possui)   |
| Ypiranga Futebol Clube                         | Erechim         | Colosso da Lagoa      | 22 000     | 1º (Série A2) | 0 (não possui)   |

## Estádios
| Aimoré | Brasil de Pelotas | Caxias | Esportivo                         |
| --- | --- | --- | --------------------------------- |
| Estádio Cristo-Rei | Estádio Bento Freitas | Estádio Centenário | Montanha dos Vinhedos             |
| Capacidade: 10 000 | Capacidade: 10 500 | Capacidade: 22 132 | Capacidade: 12 859                |
| | | |                                   |
| Grêmio | \| Grêmio Internacional São José Juventude Caxias Ypiranga Pelotas Brasil de Pelotas Aimoré Novo Hamburgo São Luiz EsportivoLocalização da sede dos clubes no estado. \| | \| Grêmio Internacional São José Juventude Caxias Ypiranga Pelotas Brasil de Pelotas Aimoré Novo Hamburgo São Luiz EsportivoLocalização da sede dos clubes no estado. \| | Internacional                     |
| Arena do Grêmio | \| Grêmio Internacional São José Juventude Caxias Ypiranga Pelotas Brasil de Pelotas Aimoré Novo Hamburgo São Luiz EsportivoLocalização da sede dos clubes no estado. \| | \| Grêmio Internacional São José Juventude Caxias Ypiranga Pelotas Brasil de Pelotas Aimoré Novo Hamburgo São Luiz EsportivoLocalização da sede dos clubes no estado. \| | Estádio Beira-Rio                 |
| Capacidade: 55 662 | \| Grêmio Internacional São José Juventude Caxias Ypiranga Pelotas Brasil de Pelotas Aimoré Novo Hamburgo São Luiz EsportivoLocalização da sede dos clubes no estado. \| | \| Grêmio Internacional São José Juventude Caxias Ypiranga Pelotas Brasil de Pelotas Aimoré Novo Hamburgo São Luiz EsportivoLocalização da sede dos clubes no estado. \| | Capacidade: 50 128                |
| | \| Grêmio Internacional São José Juventude Caxias Ypiranga Pelotas Brasil de Pelotas Aimoré Novo Hamburgo São Luiz EsportivoLocalização da sede dos clubes no estado. \| | \| Grêmio Internacional São José Juventude Caxias Ypiranga Pelotas Brasil de Pelotas Aimoré Novo Hamburgo São Luiz EsportivoLocalização da sede dos clubes no estado. \| |                                   |
| Juventude | \| Grêmio Internacional São José Juventude Caxias Ypiranga Pelotas Brasil de Pelotas Aimoré Novo Hamburgo São Luiz EsportivoLocalização da sede dos clubes no estado. \| | \| Grêmio Internacional São José Juventude Caxias Ypiranga Pelotas Brasil de Pelotas Aimoré Novo Hamburgo São Luiz EsportivoLocalização da sede dos clubes no estado. \| | Novo Hamburgo                     |
| Estádio Alfredo Jaconi | \| Grêmio Internacional São José Juventude Caxias Ypiranga Pelotas Brasil de Pelotas Aimoré Novo Hamburgo São Luiz EsportivoLocalização da sede dos clubes no estado. \| | \| Grêmio Internacional São José Juventude Caxias Ypiranga Pelotas Brasil de Pelotas Aimoré Novo Hamburgo São Luiz EsportivoLocalização da sede dos clubes no estado. \| | Estádio do Vale                   |
| Capacidade: 19 924 | \| Grêmio Internacional São José Juventude Caxias Ypiranga Pelotas Brasil de Pelotas Aimoré Novo Hamburgo São Luiz EsportivoLocalização da sede dos clubes no estado. \| | \| Grêmio Internacional São José Juventude Caxias Ypiranga Pelotas Brasil de Pelotas Aimoré Novo Hamburgo São Luiz EsportivoLocalização da sede dos clubes no estado. \| | Capacidade: 5 196                 |
| | \| Grêmio Internacional São José Juventude Caxias Ypiranga Pelotas Brasil de Pelotas Aimoré Novo Hamburgo São Luiz EsportivoLocalização da sede dos clubes no estado. \| | \| Grêmio Internacional São José Juventude Caxias Ypiranga Pelotas Brasil de Pelotas Aimoré Novo Hamburgo São Luiz EsportivoLocalização da sede dos clubes no estado. \| |                                   |
| Pelotas | São Luiz | São José-RS | Ypiranga de Erechim               |
| Estádio Boca do Lobo | Estádio 19 de Outubro | Estádio Passo d'Areia | Estádio Olímpico Colosso da Lagoa |
| Capacidade: 15 478 | Capacidade: 5 217 | Capacidade: 10 646 | Capacidade: 22 000                |
| | | |                                   |
| Grêmio Internacional São José Juventude Caxias Ypiranga Pelotas Brasil de Pelotas Aimoré Novo Hamburgo São Luiz EsportivoLocalização da sede dos clubes no estado. | | |                                   |

## Confrontos
|  |  |  |  |  |  |  |  |

| Em verde, os resultados da Taça Ewaldo Poeta Em azul, os resultados da Taça Francisco Novelletto Neto | Em negrito, os jogos "clássicos" |

## Taça Coronel Evaldo Poeta (Primeiro Turno)

### Fase de grupos
| Grupo A | Grupo A             | Grupo A | Grupo A | Grupo A | Grupo A | Grupo A | Grupo A | Grupo A | Grupo A | Grupo A |
| Pos     | Equipes             | Pts     | J       | V       | E       | D       | GP      | GC      | SG      | %       |
| ------- | ------------------- | ------- | ------- | ------- | ------- | ------- | ------- | ------- | ------- | ------- |
| 1       | Internacional       | 13      | 5       | 4       | 1       | 0       | 10      | 4       | +6      | 87      |
| 2       | Ypiranga de Erechim | 11      | 5       | 3       | 2       | 0       | 4       | 1       | +3      | 73      |
| 3       | Juventude           | 5       | 5       | 1       | 2       | 2       | 4       | 5       | –1      | 33      |
| 4       | São Luiz            | 4       | 5       | 1       | 1       | 3       | 8       | 10      | –2      | 27      |
| 5       | Pelotas             | 4       | 5       | 1       | 1       | 3       | 7       | 10      | –3      | 27      |
| 6       | Novo Hamburgo       | 3       | 5       | 0       | 3       | 2       | 0       | 3       | –3      | 20      |
| Grupo B |                     |         |         |         |         |         |         |         |         |         |
| Pos     | Equipes             | Pts     | J       | V       | E       | D       | GP      | GC      | SG      | %       |
| 1       | Caxias              | 10      | 5       | 3       | 1       | 1       | 5       | 2       | +3      | 67      |
| 2       | Grêmio              | 9       | 5       | 3       | 0       | 2       | 9       | 5       | +4      | 60      |
| 3       | Esportivo           | 8       | 5       | 2       | 2       | 1       | 6       | 9       | –3      | 53      |
| 4       | Aimoré              | 6       | 5       | 2       | 0       | 3       | 6       | 8       | –2      | 40      |
| 5       | São José-RS         | 5       | 5       | 1       | 2       | 2       | 5       | 5       | 0       | 33      |
| 6       | Brasil de Pelotas   | 4       | 5       | 1       | 1       | 3       | 1       | 3       | –2      | 27      |

### Fase final (play-offs do primeiro turno)
|  |  |

|  | Semifinais          | Semifinais          | Semifinais |        |        | Final  | Final | Final |  |
|  |                     |                     |            |        |        |        |       |       |  |
|  | Caxias              | Caxias              | 1          |        |        |        |       |       |  |
|  | Caxias              | Caxias              | 1          |        |        |        |       |       |  |
|  | Ypiranga de Erechim | Ypiranga de Erechim | 0          |        |        |        |       |       |  |
|  | Ypiranga de Erechim | Ypiranga de Erechim | 0          |        | Caxias | Caxias | 1     |       |  |
|  |                     |                     |            |        | Caxias | Caxias | 1     |       |  |
|  |                     |                     | Grêmio     | Grêmio | 0      |        |       |       |  |
|  | Internacional       | Internacional       | Grêmio     | Grêmio | 0      | 0      |       |       |  |
|  | Internacional       | Internacional       |            |        |        |        |       |       |  |
|  | Grêmio              | Grêmio              | 1          |        |        |        |       |       |  |

## Taça Francisco Novelletto (Segundo Turno)

### Fase de grupos
| Grupo A | Grupo A             | Grupo A | Grupo A | Grupo A | Grupo A | Grupo A | Grupo A | Grupo A | Grupo A | Grupo A |
| Pos     | Equipes             | Pts     | J       | V       | E       | D       | GP      | GC      | SG      | %       |
| ------- | ------------------- | ------- | ------- | ------- | ------- | ------- | ------- | ------- | ------- | ------- |
| 1       | Internacional       | 11      | 6       | 3       | 2       | 1       | 10      | 4       | +6      | 61      |
| 2       | Novo Hamburgo       | 8       | 6       | 2       | 2       | 2       | 5       | 5       | 0       | 44      |
| 3       | Juventude           | 7       | 6       | 2       | 1       | 2       | 5       | 7       | –2      | 39      |
| 4       | São Luiz            | 4       | 6       | 1       | 1       | 4       | 4       | 7       | –3      | 22      |
| 5       | Pelotas             | 4       | 6       | 1       | 1       | 4       | 4       | 8       | –4      | 22      |
| 6       | Ypiranga de Erechim | 4       | 6       | 0       | 4       | 2       | 6       | 11      | –5      | 22      |
| Grupo B |                     |         |         |         |         |         |         |         |         |         |
| Pos     | Equipes             | Pts     | J       | V       | E       | D       | GP      | GC      | SG      | %       |
| 1       | Grêmio              | 14      | 6       | 4       | 2       | 0       | 9       | 3       | +6      | 78      |
| 2       | Esportivo           | 11      | 6       | 3       | 2       | 1       | 10      | 8       | +2      | 61      |
| 3       | Caxias              | 11      | 6       | 3       | 2       | 1       | 7       | 5       | +2      | 61      |
| 4       | São José-RS         | 9       | 6       | 3       | 0       | 3       | 4       | 6       | –2      | 50      |
| 5       | Brasil de Pelotas   | 7       | 6       | 2       | 1       | 3       | 5       | 7       | –2      | 39      |
| 6       | Aimoré              | 7       | 6       | 1       | 4       | 1       | 7       | 5       | +2      | 39      |

### Fase final (Play-offs do segundo turno)
|  |  |

|  | Semifinais | Semifinais    | Semifinais    |               |        | Final  | Final | Final |  |
|  |            |               |               |               |        |        |       |       |  |
|  | 1          | Grêmio        | 4             |               |        |        |       |       |  |
|  | 1          | Grêmio        | 4             |               |        |        |       |       |  |
|  | 4          | Novo Hamburgo | 3             |               |        |        |       |       |  |
|  | 4          | Novo Hamburgo | 3             |               | Grêmio | Grêmio | 2     |       |  |
|  |            |               |               |               | Grêmio | Grêmio | 2     |       |  |
|  |            |               | Internacional | Internacional | 0      |        |       |       |  |
|  | 3          | Internacional | Internacional | Internacional | 0      | 4      |       |       |  |
|  | 3          | Internacional |               |               |        |        |       |       |  |
|  | 2          | Esportivo     | 0             |               |        |        |       |       |  |

## Final

### Primeiro jogo
| 26 de agosto | Caxias | 0 – 2 | Grêmio                | Estádio Centenário, Caxias do Sul |
| 21:30        |        |       | 8' Pepê · 77' Éverton |                                   |

### Segundo jogo
| 30 de agosto | Grêmio          | 1 – 2 | Caxias                     | Arena do Grêmio, Porto Alegre |
| 16:00        | Diego Souza 15' |       | 43' Laércio · 55' Bruninho |                               |

## Premiação
| Taça Ewaldo Poeta           |
| --------------------------- |
| Caxias Campeão (1.º título) |

| Taça Francisco Novelletto   |
| --------------------------- |
| Grêmio Campeão (1.º título) |

| Campeonato do Interior de 2020 |
| ------------------------------ |
| Esportivo Campeão (7.º título) |

| Campeonato Gaúcho de 2020       |
| ------------------------------- |
| Grêmio Tricampeão (39.º título) |

### Seleção do campeonato
A seleção do campeonato foi elaborada por uma comissão criada pela Federação Gaúcha de Futebol, reunindo torcedores, treinadores e jornalistas.
| Posição          | Jogador                     | Clube                       |
| ---------------- | --------------------------- | --------------------------- |
| Goleiro          | Marcelo Pitol               | Caxias                      |
| Lateral-direito  | Ivan                        | Caxias                      |
| Zagueiro         | Pedro Geromel               | Grêmio                      |
| Zagueiro         | Víctor Cuesta               | Internacional               |
| Lateral-esquerdo | Zé Mário                    | Novo Hamburgo               |
| Volante          | Matheus Henrique            | Grêmio                      |
| Volante          | Edenílson                   | Internacional               |
| Meia             | Diogo Oliveira              | Caxias                      |
| Meia             | Thiago Galhardo             | Internacional               |
| Atacante         | Everton                     | Grêmio                      |
| Atacante         | Diego Souza                 | Grêmio                      |
| Treinador        | Rafael Lacerda              | Caxias                      |
| Artilharia       | Diego Souza                 | Grêmio                      |
| Melhor jogador   | Everton                     | Grêmio                      |
| Dirigente        | Paulo César Santos          | Caxias                      |
| Árbitro          | Leandro Pedro Vuaden        | Leandro Pedro Vuaden        |
| Assistente       | Maurício Coelho Silva Penna | Maurício Coelho Silva Penna |

## Estatísticas

### Artilharia
Atualizado em 30 de agosto
| Gols | Jogador         | Equipe        |
| ---- | --------------- | ------------- |
| 9    | Diego Souza     | Grêmio        |
| 5    | Michel          | São Luiz      |
| 5    | Thiago Galhardo | Internacional |
| 4    | Paolo Guerrero  | Internacional |

### Desempenho por rodada
|  |  |

| Pos | Primeiro turno | Primeiro turno | Primeiro turno | Primeiro turno | Primeiro turno |     | Segundo turno | Segundo turno | Segundo turno | Segundo turno | Segundo turno | Segundo turno |
| Pos | 1ª             | 2ª             | 3ª             | 4ª             | 5ª             | 1ª  | 2ª            | 3ª            | 4ª            | 5ª            | 6ª            |               |
| --- | -------------- | -------------- | -------------- | -------------- | -------------- | --- | ------------- | ------------- | ------------- | ------------- | ------------- | ------------- |
| 1   | YPI            | INT            | INT            | INT            | INT            | INT | INT           | INT           | INT           | INT           | INT           |               |
| 2   | INT            | YPI            | YPI            | YPI            | YPI            | PEL | NHA           | NHA           | NHA           | NHA           | NHA           |               |
| 3   | PEL            | JUV            | JUV            | PEL            | JUV            | SLU | PEL           | PEL           | PEL           | JUV           | JUV           |               |
| 4   | NHA            | NHA            | NHA            | JUV            | SLU            | NHA | SLU           | JUV           | JUV           | SLU           | SLU           |               |
| 5   | SLU            | PEL            | PEL            | NHA            | PEL            | YPI | JUV           | YPI           | SLU           | PEL           | PEL           |               |
| 6   | JUV            | SLU            | SLU            | SLU            | NHA            | JUV | YPI           | SLU           | YPI           | YPI           | YPI           |               |

| Pos | Primeiro turno | Primeiro turno | Primeiro turno | Primeiro turno | Primeiro turno |     | Segundo turno | Segundo turno | Segundo turno | Segundo turno | Segundo turno | Segundo turno |
| Pos | 1ª             | 2ª             | 3ª             | 4ª             | 5ª             | 1ª  | 2ª            | 3ª            | 4ª            | 5ª            | 6ª            |               |
| --- | -------------- | -------------- | -------------- | -------------- | -------------- | --- | ------------- | ------------- | ------------- | ------------- | ------------- | ------------- |
| 1   | CAX            | CAX            | CAX            | CAX            | CAX            | GRE | GRE           | GRE           | GRE           | GRE           | GRE           |               |
| 2   | AIM            | ESP            | GRE            | GRE            | GRE            | ESP | SJO           | CAX           | ESP           | CAX           | ESP           |               |
| 3   | SJO            | AIM            | ESP            | SJO            | ESP            | BRA | AIM           | ESP           | CAX           | ESP           | CAX           |               |
| 4   | ESP            | GRE            | AIM            | ESP            | AIM            | SJO | CAX           | SJO           | SJO           | AIM           | SJO           |               |
| 5   | BRA            | SJO            | SJO            | AIM            | SJO            | AIM | ESP           | AIM           | AIM           | SJO           | BRA           |               |
| 6   | GRE            | BRA            | BRA            | BRA            | BRA            | CAX | BRA           | BRA           | BRA           | BRA           | AIM           |               |

### Desempenho por clube
|  |  |

| Clube               | Primeiro turno | Primeiro turno | Primeiro turno | Primeiro turno | Primeiro turno |    | Segundo turno | Segundo turno | Segundo turno | Segundo turno | Segundo turno | Segundo turno |
| Clube               | 1ª             | 2ª             | 3ª             | 4ª             | 5ª             | 1ª | 2ª            | 3ª            | 4ª            | 5ª            | 6ª            |               |
| ------------------- | -------------- | -------------- | -------------- | -------------- | -------------- | -- | ------------- | ------------- | ------------- | ------------- | ------------- | ------------- |
| Internacional       | 2º             | 1º             | 1º             | 1º             | 1º             | 1º | 1º            | 1º            | 1º            | 1º            | 1º            |               |
| Juventude           | 6º             | 3º             | 3º             | 4º             | 3º             | 6º | 5º            | 4º            | 4º            | 3º            | 3º            |               |
| Novo Hamburgo       | 4º             | 4º             | 4º             | 5º             | 6º             | 4º | 2º            | 2º            | 2º            | 2º            | 2º            |               |
| Pelotas             | 3º             | 5º             | 5º             | 3º             | 5º             | 2º | 3º            | 3º            | 3º            | 5º            | 5º            |               |
| São Luiz            | 5º             | 6º             | 6º             | 6º             | 4º             | 3º | 4º            | 6º            | 5º            | 4º            | 4º            |               |
| Ypiranga de Erechim | 1º             | 2º             | 2º             | 2º             | 2º             | 5º | 6º            | 5º            | 6º            | 6º            | 6º            |               |

| Clube             | Primeiro turno | Primeiro turno | Primeiro turno | Primeiro turno | Primeiro turno |    | Segundo turno | Segundo turno | Segundo turno | Segundo turno | Segundo turno | Segundo turno |
| Clube             | 1ª             | 2ª             | 3ª             | 4ª             | 5ª             | 1ª | 2ª            | 3ª            | 4ª            | 5ª            | 6ª            |               |
| ----------------- | -------------- | -------------- | -------------- | -------------- | -------------- | -- | ------------- | ------------- | ------------- | ------------- | ------------- | ------------- |
| Aimoré            | 2º             | 3º             | 4º             | 5º             | 4º             | 5º | 3º            | 5º            | 5º            | 4º            | 6º            |               |
| Brasil de Pelotas | 5º             | 6º             | 6º             | 6º             | 6º             | 3º | 6º            | 6º            | 6º            | 6º            | 5º            |               |
| Caxias            | 1º             | 1º             | 1º             | 1º             | 1º             | 6º | 4º            | 2º            | 3º            | 2º            | 3º            |               |
| Esportivo         | 4º             | 2º             | 3º             | 4º             | 3º             | 2º | 5º            | 3º            | 2º            | 3º            | 2º            |               |
| Grêmio            | 6º             | 4º             | 2º             | 2º             | 2º             | 1º | 1º            | 1º            | 1º            | 1º            | 1º            |               |
| São José-RS       | 3º             | 5º             | 5º             | 3º             | 5º             | 4º | 2º            | 4º            | 4º            | 5º            | 4º            |               |

### Dados disciplinares
Fonte: 
| Clube               | Jogos | Penalizado com cartão amarelo | Expulso |
| ------------------- | ----- | ----------------------------- | ------- |
| Grêmio              | 5     | 6                             | 0       |
| Ypiranga de Erechim | 5     | 8                             | 0       |
| São José-RS         | 5     | 10                            | 0       |
| Pelotas             | 5     | 12                            | 0       |
| Brasil de Pelotas   | 5     | 14                            | 0       |
| Caxias              | 5     | 14                            | 0       |
| Internacional       | 5     | 15                            | 0       |
| Novo Hamburgo       | 5     | 17                            | 0       |
| São Luiz            | 5     | 10                            | 1       |
| Aimoré              | 5     | 12                            | 1       |
| Juventude           | 5     | 13                            | 1       |
| Esportivo           | 5     | 17                            | 1       |

### Públicos

#### Média
As médias de público são calculadas manualmente, levando-se em conta o relatório oficial emitido pela Federação Gaúcha de Futebol, disponíveis no site oficial

Atualizado em 15 de fevereiro
| Pos | Time                | Média  | Total  | Mandos | Maior  | Menor | Arrecadação     | Ticket Médio |
| --- | ------------------- | ------ | ------ | ------ | ------ | ----- | --------------- | ------------ |
| 1   | Internacional       | 11 269 | 22 537 | 2      | 15 522 | 7 015 | R$ 721 855,00   | R$ 32,03     |
| 2   | Grêmio              | 10 624 | 31 872 | 3      | 11 877 | 8 138 | R$ 1 242 116,00 | R$ 38,97     |
| 3   | Juventude           | 3 782  | 11 346 | 3      | 5 727  | 2 643 | R$ 409 550,00   | R$ 36,10     |
| 4   | Brasil de Pelotas   | 3 436  | 10 308 | 3      | 4 674  | 2 570 | R$ 338 110,00   | R$ 32,80     |
| 5   | São Luiz            | 1 680  | 5 041  | 3      | 2 296  | 1 301 | R$ 223 425,00   | R$ 44,32     |
| 6   | Caxias              | 1 148  | 2 295  | 2      | 1 198  | 1 097 | R$ 66 340,00    | R$ 28,91     |
| 7   | Ypiranga de Erechim | 982    | 2 947  | 3      | 2 568  | 162   | R$ 154 790,00   | R$ 52,52     |
| 8   | Pelotas             | 898    | 1 795  | 2      | 936    | 859   | R$ 51 160,00    | R$ 28,50     |
| 9   | Aimoré              | 595    | 1 189  | 2      | 992    | 197   | R$ 74 275,00    | R$ 62,47     |
| 10  | Esportivo           | 488    | 976    | 2      | 683    | 293   | R$ 28 660,00    | R$ 29,36     |
| 11  | Novo Hamburgo       | 288    | 575    | 2      | 294    | 281   | R$ 17 510,00    | R$ 30,45     |
| 12  | São José-RS         | 179    | 357    | 2      | 234    | 123   | R$ 6 900,00     | R$ 19,33     |

## Técnicos
| Equipe            | Técnico                                       |
| ----------------- | --------------------------------------------- |
| Aimoré            | PC de Oliveira (1ª—4ª) Hélio Vieira (5ª—)     |
| Brasil de Pelotas | Gustavo Papa Hemerson Maria                   |
| Caxias            | Rafael Lacerda (1ª—)                          |
| Esportivo         | Carlos Moraes (1ª—)                           |
| Grêmio            | Renato Gaúcho (1ª—)                           |
| Internacional     | Eduardo Coudet (1ª—)                          |
| Juventude         | Marquinhos Santos Pintado                     |
| Novo Hamburgo     | Julinho Camargo (1ª—5ª) Ben Hur Pereira (6ª—) |
| Pelotas           | Picoli (1ª—3ª) Luiz Carlos Winck (4ª—)        |
| São Luiz          | Leandro Machado (1ª—4ª) Picoli (5ª—)          |
| São José          | Leocir Dall'Astra (1ª—)                       |
| Ypiranga          | Paulo Henrique Marques (1ª—)                  |

### Mudança de técnicos
| Clube             | Antecessor        | Motivo   | Data           | Última partida                            | Rod | Pos          | Sucessor          | Ref.          |
| ----------------- | ----------------- | -------- | -------------- | ----------------------------------------- | --- | ------------ | ----------------- | ------------- |
| Pelotas           | Picoli            | Demitido | 29 de janeiro  | Ypiranga de Erechim 2–1 Pelotas           | 3ª  | 5° (Grupo A) | Luiz Carlos Winck | [ 7 ] [ 8 ]   |
| São Luiz          | Leandro Machado   | Demitido | 2 de fevereiro | Novo Hamburgo 0–0 São Luiz                | 4ª  | 6° (Grupo A) | Picoli            | [ 9 ]         |
| Aimoré            | PC de Oliveira    | Demitido | 2 de fevereiro | São José-RS 2–0 Aimoré                    | 4ª  | 5° (Grupo B) | Hélio Vieira      | [ 10 ] [ 11 ] |
| Novo Hamburgo     | Julinho Camargo   | Demitido | 9 de fevereiro | Internacional 2–0 Novo Hamburgo           | 5ª  | 6° (Grupo A) | Ben Hur Pereira   | [ 12 ] [ 13 ] |
| Juventude         | Marquinhos Santos | Demitido | 16 de março    | Aimoré 0–0 Juventude                      | 3ª  | 6° (Grupo A) | Pintado           | [ 14 ] [ 15 ] |
| Brasil de Pelotas | Gustavo Papa      | Demitido | 18 de março    | Brasil de Pelotas 2–2 Ypiranga de Erechim | 3ª  | 6° (Grupo B) | Hemerson Maria    | [ 16 ] [ 17 ] |